# Pargny-et-Filain
Pargny-et-Filain is een fusiegemeente (commune nouvelle) in het Franse departement Aisne (regio Hauts-de-France). De plaats maakt deel uit van het arrondissement Soissons. Pargny-et-Filain is op 1 januari 2025 ontstaan door de fusie van de gemeenten Filain en Pargny-Filain. De hoofdplaats van de nieuwe gemeente is Pargny-Filain.

## Geografie
De oppervlakte van Pargny-et-Filain bedroeg op 1 januari 2022 9,79 vierkante kilometer; de bevolkingsdichtheid was toen 37,9 inwoners per km².
De onderstaande kaart toont de ligging van Pargny-et-Filain met de belangrijkste infrastructuur en aangrenzende gemeenten.

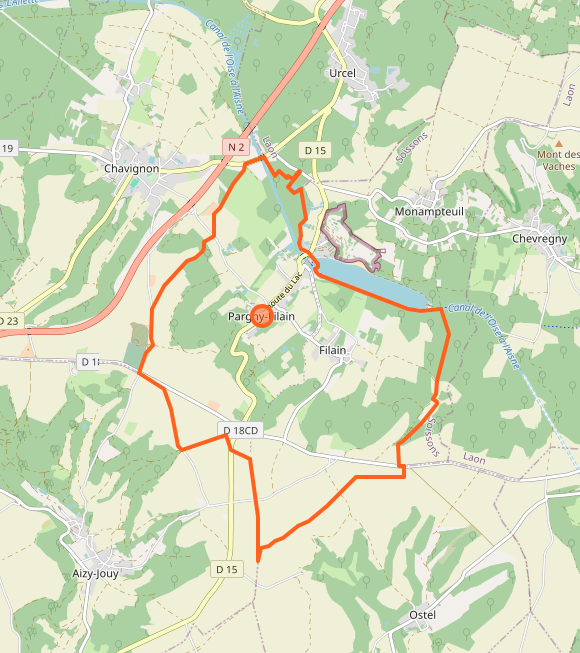